# 天津地铁DK12型电动客车
天津地铁DK12型电动客车是天津地铁的电动客车车款之一，现在已经退出运营。

## 简介
DK12型由长春轨道客车于1985年制造，为3节编组，共6辆。除部分零部件的尺寸外，DK12的基本结构与DK8型电动客车相同:163，每节车厢共3对车门，为内藏门，列车两端设有紧急出口，主要在天津地铁既有线运营。列车退出运营前，配属于海光寺车辆段。

## 编组
|          | DK12         |              |              |
| 車廂編號 | 1            | 2            | 3            |
| 集電靴   | 有           | 有           | 有           |
| 形式區分 | 113 116 (Mc) | 114 117 (Mc) | 115 118 (Mc) |
| 其他設備 |              |              |              |
| 安裝機器 |              |              |              |
| 車輛重量 |              |              |              |
| 載客量   | 180人        | 180人        | 180人        |